# 1304
1304 (MCCCIV) a fost un an bisect al calendarului iulian, care a început într-o zi de vineri.

## Evenimente
- 20 iulie: Regele Eduard I al Angliei cucerește castelul Stirling, ocupând astfel ultima fortăreață a rezistenței scoțiene.
- 8 august: Pacea de la Torrellas. Încheiată între Coroana Aragonului și Regatul Castiliei.
- 10-11 august: Bătălia navală de la Zierikzee. Conflict între flota comună franco-olandezo-genoveză și cea flamandă.
- 18 august: Bătălia de la Mons-en-Pévèle. Conflict între trupele franceze ale regelui Filip al IV-lea Cel Frumos și milițiile flamande, încheiată cu înfrângerea categorică a celor din urmă.

### Nedatate
- Compania catalană, aflată în serviciul bizantinilor, respinge pe turci în Anatolia; banii acordați mercenarilor catalani conduc la deprecierea tot mai accentuată a monedei bizantine.
- Ducele Ioan al II-lea de Brabant și Guy de Dampierre cuceresc Comitatul Olanda și Comitatul Zeelanda, însă cele două provincii sunt recucerite de contele Ioan al II-lea de Hainaut.
- Genovezii se înstăpânesc la Chios, ca urmare a cedării insulei de către împăratul bizantin Andronic al II-lea lui Benedetto Zaccaria.
- Papa Benedict al XI-lea părăsește Roma, sub presiunea familiei Colonna, și se retrage la Pérouse.
- Regele Iacob al II-lea al Aragonului cucerește de la musulmani Villena, în cadrul Reconquistei.
- Regele Vaclav al II-lea al Boemiei respinge o invazie a Imperiului german.
- Sultanul de Delhi, Alauddin, cucerește statul Gujarat.

## Arte, științe, literatură și filosofie
- Dante Alighieri scrie "Despre elocință în limba vulgară".

## Nașteri
- 25 februarie: Ibn Battuta, călător marocan (d. 1369)
- 20 iulie: Francesco Petrarca, scriitor, poet și umanist italian (d. 1374)
- Ludovic I de Flandra (d. 1346)
- Magnus I de Braunschweig (d. ?)

## Decese
- 7 martie: Bartolomeo I della Scala, senior de Verona (n. ?)
- 11 mai: Arghun Ghazan, conducător mongol (n. 1271)
- 23 mai: Jehan de Lescurel, poet și compozitor francez (n. ?)
- 7 iulie: Benedict al XI-lea (n. Niccolò Boccasini), papă (n. 1240)
- 22 august: Ioan II, conte de Hainaut (n. 1247)
- 29 septembrie: Agnes de Brandenburg, soția regelui Eric al V-lea al Danemarcei (n. 1257)
- Albert I, conte de Gorizia (n. ?)

- Andrei al III-lea, 43 ani, mare cneaz de Vladimir (n. 1260)
- Otto I, conte de Anhalt-Aschersleben (n. ?)

## Înscăunări
- 27 august: Mihail Iaroslavici de Tver, mare cneaz de Vladimir (1304-1318)
- Oldjaytu Khodabanda, han al mongolilor din Persia.